# Ideopsis chevalieri
Ideopsis chevalieri är en fjärilsart som beskrevs av Gustaaf Hulstaert 1924. Ideopsis chevalieri ingår i släktet Ideopsis och familjen praktfjärilar. Inga underarter finns listade i Catalogue of Life.